# Epson QX 10
Epson QX 10 (QX 10) је био професионални рачунар фирме Epson који је почео да се производи у Јапану од 1982. године.
Користио је Zilog Z80-A као микропроцесор. RAM меморија рачунара је имала капацитет од 64 KB (до 256 KB) + 2 KB CMOS RAM батеријски одржаване меморије. 
Као оперативни систем кориштен је CP/M 80, TP/M.

## Детаљни подаци
Детаљнији подаци о рачунару QX 10 су дати у табели испод.
|                       |                                                                                                   |
| [ 1 ]                 |                                                                                                   |
| Произвођач            |                                                                                                   |
| Тип                   | професионални рачунар                                                                             |
| Меморија              | 64 (до 256 ) + 2 CMOS RAM                                                                         |
| Поријекло             | Јапан                                                                                             |
| Година                | 1982                                                                                              |
| Тастатура             | пуни помак тастера 103-key са нумеричком тастатуром и функцијским тастерима                       |
| Процесор              |                                                                                                   |
| Фреквенција процесора | 4 .                                                                                               |
| RAM                   | 64 (до 256 ) + 2 CMOS RAM                                                                         |
| ROM                   | 2 до 8                                                                                            |
| Текст                 | 80 стубова x 24 линије                                                                            |
| Графика               | 640 x 400 пиксела + 16:1 Zoom                                                                     |
| Боја                  | једна боја                                                                                        |
| Звук                  | мали звучник                                                                                      |
| Димензије             | 50,8 (ширина) x 30,4 (дубина) x 10,3 (висина) (CPU) / 9,4 (CPU), 5,5 Kg. (монитор), 2.5 (тастатура) |
| Портови               |                                                                                                   |
| Оперативни систем     |                                                                                                   |